# أصحاب الكهف (ميليشيا)
أصحاب الكهف كان جماعة مسلحة عراقية شيعية متطرفة وصفت بأنها وكيلة لإيران. ظهرت المجموعة لأول مرة في أغسطس 2019، ولكن ازداد نشاطها بعد اغتيال قاسم سليماني. هاجمت أهداف مرتبطة بالولايات المتحدة باستخدام الصواريخ والعبوات الناسفة. هاجمت المجموعة أيضًا أهداف مرتبطة بتركيا. ونفت المجموعة محافظتها على علاقات مع جماعات شيعية شبه عسكرية أخرى مدعومة من قبل إيران، مثل كتائب حزب الله وعصائب أهل الحق. في 19 أغسطس 2024، أعلنت المجموعة أنها قد أُصلحت باسم كتائب صرخة القدس.